# Pilichowa Góra

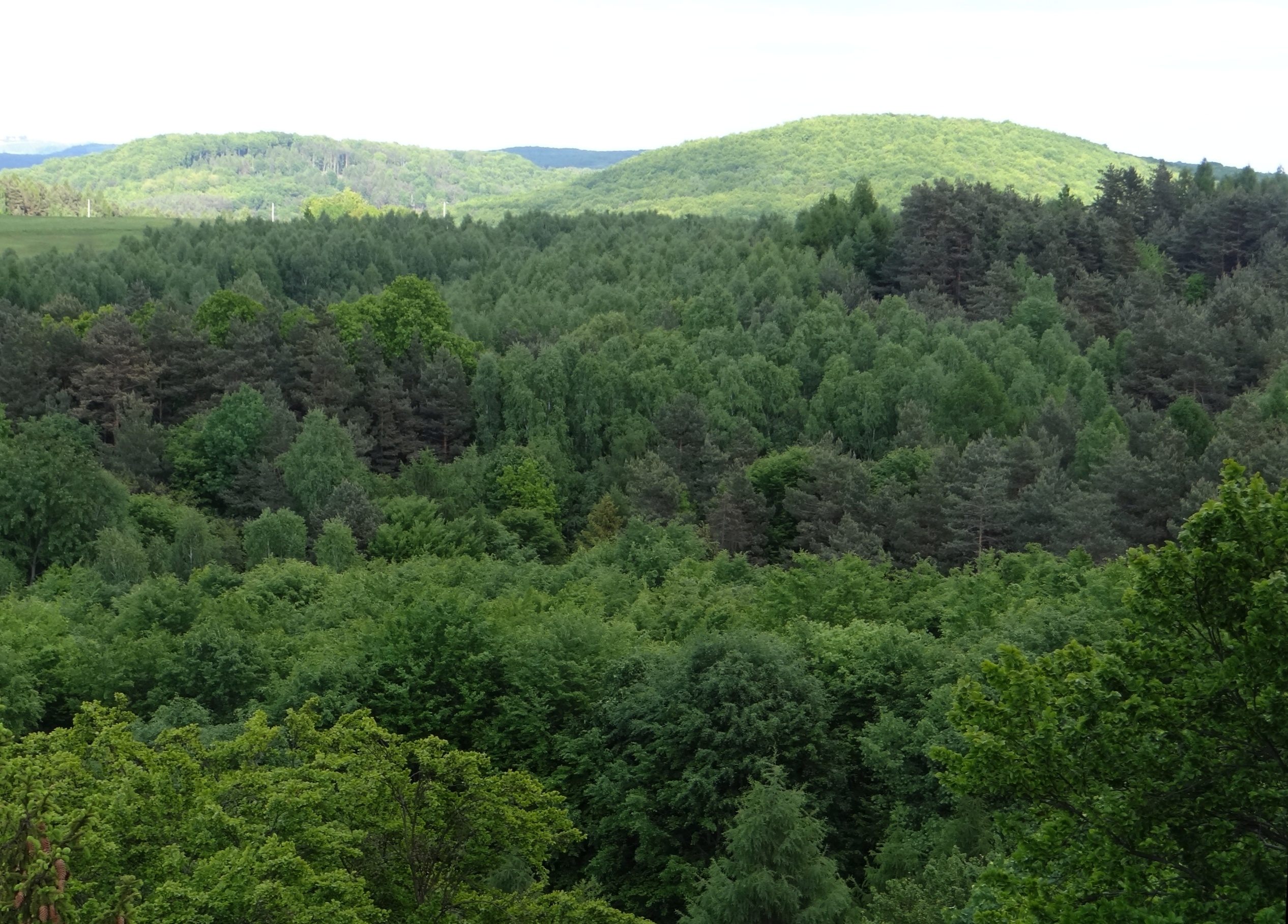
Widok z Igieł Olkuskich. Po lewej stronie Pilichowa Góra, po prawej Podgórze

Pilichowa Góra (ok. 420 m)  – wzniesienie pomiędzy wsiami Podlesie i Braciejówka w województwie małopolskim, w powiecie olkuskim, w gminie Olkusz. Od północy sąsiaduje z Cydzówką, od południa z wzniesieniem Podgórze. Jest niemal całkowicie zarośnięte lasem o nazwie Podgórze. W lesie są wapienne skały. Jest to obszar Wyżyny Olkuskiej będącej częścią Wyżyny Krakowsko-Częstochowskiej.